# Góry Piotra Pierwszego
Góry Piotra Pierwszego (tadż. қаторкӯҳи Пётри Якум, trl.: ķatorkūḩi Pëtri Âkum, trb.: katorkuhi Piotri Jakum) – pasmo górskie w Pamirze, w Tadżykistanie, rozciągające się na długości ok. 200 km. Najwyższym szczytem jest Moskwa (6785 m n.p.m.). Występują lodowce górskie.